# Tatort: Bienzle und die Feuerwand
Bienzle und die Feuerwand ist die 315. Folge der Fernsehreihe Tatort. Die vom Süddeutschen Rundfunk produzierte Folge wurde erstmals am 16. Juli 1995 im Ersten Programm der ARD ausgestrahlt. Für Kriminalhauptkommissar Ernst Bienzle (Dietz-Werner Steck) ist es der fünfte Fall. Bienzle hat es mit einem Mordfall im Zusammenhang mit den Machenschaften einer Sekte zu tun.

## Handlung
Lorenz Fichtel wird vor seinem Wohnhaus mittels eines indianischen Giftpfeils von einem Unbekannten getötet. Als Bienzle zum Tatort gerufen wird, sieht es zunächst nach normalem Herzversagen aus, doch in der Gerichtsmedizin erfährt Bienzle die wahre Todesursache.
Fichtel wuchs in einer sehr religiösen Familie auf und arbeitete für ein Reiseunternehmen. Bienzles Lebensgefährtin Hannelore Schmiedinger bereitet gerade eine Ausstellung ihrer Kinderbuchillustrationen vor. Ihr Verleger Peter Germeroth bekommt mit, wie sein Angestellter Dr. Kohlmeier, ranghohes Mitglied der Sekte „Kirche der wissenden Gedanken“ in den Verlagsräumen mit Billigung von Germeroths Frau Barbara ein „Clearing“ an Germeroths Sekretärin Monika Laible vornimmt. Germeroth geht dazwischen und beendet erbost die Sitzung.
Auf der Vernissage erfährt Bienzle von Peter und Barbara Germeroth, dass Fichtel öfter Bücher direkt im Verlag gekauft hat. Als Völkerkunde-Interessierter war er öfter im Linden-Museum, das von Prof. Dr. Sternebeck und seinem Assistenten Dr. Stefan Glyzenius geleitet wird, die ebenfalls anwesend sind. Bienzle verabredet sich mit Prof. Sternebeck, um mit ihm über den Mord mittels eines indianischen Giftpfeils zu reden. Am Rande der Vernissage beobachtet er, wie Barbara, die mit Hannelore Schmiedinger befreundet ist, von Carlo Delgado, einem hohen Mitglied der Sekte, bedrängt wird. Er beauftragt seinen Assistenten Gächter, mehr über ihn herauszufinden. Nach der Vernissage eröffnet Peter Germeroth seiner Frau, dass er eine Buchprüfung im Verlag durchführen lässt, da er weiß, dass seine Frau eine Menge Geld zu Gunsten der Sekte aus dem Unternehmen gezogen hat. Er äußert den Verdacht, dass die Sekte etwas mit dem Tod Fichtels zu tun haben könnte, und zeigt seiner Frau gesammelte Dokumente Fichtels über die Sekte. Delgado fährt unter Beobachtung Gächters zum Sektenführer Ernesto Bäuerle und äußert, dass sie Barbara wohl finanziell überfordert hätten. Diese vernichtet derweil Fichtels Bericht.
Bienzle sucht am nächsten Tag Prof. Sternebeck im Linden-Museum auf. Dieser erzählt ihm von einem indigenen Volk in Südamerika, das mit Giftpfeilen jagt; er selbst habe mit einer Reisegruppe diese Technik erlernt, auch Bäuerle und Delgado hatten an dieser Reise teilgenommen. Die Reise wurde von der Agentur organisiert, in der Fichtel gearbeitet hatte. Hannelore findet derweil im Verlag heraus, dass nicht nur Monika mittlerweile Mitglied der Sekte ist, sondern hört auch das Gespräch der Germeroths mit dem Finanzprüfer mit, der dem entsetzten Peter eröffnet, dass der Verlag kurz vor der Insolvenz stehe. Peter bezeichnet die Sekte als Verbrecher, Barbara verteidigt sie weiterhin. Den Bericht von Fichtel über die Sekte bezeichnet sie als Lügensammlung, die sie deshalb verbrannt hätte. Peter ist entsetzt, denn Fichtel hatte sie ihm anvertraut, damit er die Sekte dingfest machen könnte. Hannelore informiert ihren Lebensgefährten über das abgehörte Gespräch. Bienzle sieht darin das Mordmotiv und möchte mit Peter sprechen sowie Fichtels übrige Unterlagen finden. Bäuerle und Delgado beschwören derweil Barbara, weiteres Geld für die Sekte zu spenden. Bäuerle wolle seine Anhänger an die Schaltstellen der Macht bringen, um die Welt zum Besseren zu verändern; Barbara müsse dafür Opfer bringen. Barbara erzählt Bäuerle und Delgado auch, dass Fichtel ihrem Mann einen Teil seiner Unterlagen anvertraut hatte und den Inhalt kennt. Bäuerle wird hellhörig.
Bienzle sucht am Abend eine Lesung auf, an der Peter Germeroth als Verleger teilnimmt. Dabei wird auf Germeroth geschossen. Er wird jedoch nur leicht verletzt. Der Schütze kann entkommen. Germeroth berichtet Bienzle, dass die Sekte mit Rauschgift handele und auf Macht aus sei. Zu Hause findet Germeroth einen Abschiedsbrief seiner Frau, in dem sie sich bei ihm dafür entschuldigt, die Sekte nicht früh genug durchschaut zu haben. Barbara Germeroth begeht noch am gleichen Abend mit ihrem Auto Suizid. Bienzle vernichtet den  Abschiedsbrief, damit Germeroth die hohe Versicherungssumme ausgezahlt bekommt und den Verlag retten kann.
Bienzle sucht das Linden-Museum auf und wird Zeuge, wie Dr. Kohlmeier vergeblich versucht, Dr. Glyzenius zu missionieren. Sternebeck scheint der Sekte offener gegenüber zu stehen. Sternebeck erzählt Bienzle, dass Bäuerle ihm und anderen Völkerkundlern die Studien finanziert. Er will aber jeden Einfluss der Sekte auf die Wissenschaft verhindern und will nur das Geld für seine Forschung abschöpfen. Er zeigt Bienzle ein Video, in dem Bäuerle seine Mitglieder beschwört, sich in Schlüsselpositionen von Politik, Wissenschaft und Kultur zu bringen. Auch Sternebeck zeigt sich besorgt über diese Entwicklung. Dr. Glyzenius hat das Video heimlich angefertigt. Fichtel hat ihm den Hinweis auf die Vorhaben Bäuerles gegeben. Doch habe er danach nicht mehr mit Fichtel darüber reden können.
Während Hannelore sich ohne Bienzles Wissen als Interessierte in die Sekte einschleust, befragt Bienzle Bäuerle. Dieser streitet jede Schuld an Barbaras Tod ab, sagt aber auch, dass er bald den Polizeiapparat beherrschen und Leute wie Bienzle aus dem Dienst entfernen könne. Bienzle erfährt von Gächter, dass auch Dr. Kohlmeier Teilnehmer der Südamerika-Reise war. Auch erfährt er, dass die Reiseregion ein wichtiger Anbauort für Drogen ist. Allerdings gibt es keine Hinweise auf eine Verwicklung der Sekte.
Hannelore Schmiedienger besucht ein Einführungs-Seminar der Sekte in Bad Urach. Ein Telefonat zwischen ihr und Bienzle wird umgehend unterbrochen. Sie bemerkt, dass sie in ihrem Zimmer eingeschlossen ist. Kurze Zeit später wird ihre Tür allerdings wieder entriegelt. Als Hannelore in den Fahrstuhl steigt, wird er blockiert; sie ist erneut eingeschlossen.
Peter Germeroth sagt aus, dass Monika Laible zugegen war, als er die Akte mit Fichtels Recherchen bei sich weggeschlossen hatte. Er hat ihr inzwischen wegen ihrer Mitgliedschaft in der Sekte gekündigt. Bienzle fällt ein, dass der Verlag stets Monika wegen deren Bücherbestellungen ins Linden-Museum geschickt hatte. Dort hätte sie möglicherweise Zugang zu Pfeilgift erlangen können.
Als Hannelore Schmiedinger aus dem Fahrstuhl befreit wird, spricht Monika Laible sie an. Als die feststellt, dass Hannelore nicht aus Überzeugung am Seminar teilnimmt, droht sie, sie müsse aufpassen, dass es ihr nicht auch so ergehe wie dem „Verräter“ Fichtel.
Sternebeck schließt derweil Bienzle und Gächter gegenüber aus, dass Monika Laible Zugang zum Gift hatte. Er stellt allerdings fest, dass Giftampullen fehlen. Nur er und Glyzenius hätten einen Schlüssel zum Schrank. Glyzenius ist überraschend nicht im Museum anwesend, obwohl eine Lieferung wichtiger Exponate eingetroffen ist, die Bäuerle finanziert habe. Bienzle sucht Bäuerles Wohnung auf, trifft ihn aber dort nicht an, da er auf dem Seminar weilt. Bienzle und Gächter finden einen Ordner mit Fichtels gesamten Unterlagen, der nach der Ermordung Fichtels aus dessen Wohnung entwendet wurde. Bäuerle ruft Bienzle an, droht mit seinem Anwalt und erwähnt triumphierend, dass Hannelore Schmiedinger bei ihm auf dem Seminar weile. Während Bienzle und Gächter zum Seminarort eilen, erzählt Bäuerle Glyzenius siegesgewiss, dass er den Ordner mit Fichtels Unterlagen so präpariert habe, dass jedwede Verbindung zu seiner Sekte daraus gelöscht wurde. Bienzle erreicht das Hotel, als Delgado Hannelore bedroht. Dieser lässt von ihr ab, und Bienzle und Hannelore fahren mit Gächter zum Linden-Museum.
Dort stellen die Beamten fest, dass in den gelieferten Exponaten Rauschgift versteckt ist. Sie warten mit dem schockierten Sternebeck zusammen auf Glyzenius. Sternebeck erzählt den Beamten, dass Glyzenius sehr gut mit den indianischen Giftpfeilen umgehen konnte. Glyzenius kommt ins Museum und stellt fest, dass die Drogen entdeckt wurden. Bäuerle, der durch Bienzles Ermittlungen vorgewarnt ist, kommt hinzu und versucht, sowohl den Drogenschmuggel als auch den Mord an Fichtel allein Glyzenius in die Schuhe zu schieben. Glyzenius schießt daraufhin einen Giftpfeil auf Bäuerle; der wird von Gächter gerettet und Bienzle schießt Glyzenius ins Bein, woraufhin der in einen seiner Giftpfeile fällt und stirbt. Bäuerle, der seine Hände in Unschuld wäscht, zieht triumphierend von dannen, da Bienzle ihm nun nichts mehr nachweisen kann. Lediglich für die Rauschgiftfahndung ist dies der größte Erfolg seit Jahren, während Bienzle sich als Verlierer sieht.

## Einschaltquote und Hintergrund
Bei der Erstausstrahlung am 16. Juli 1995 wurde die Folge von 6,82 Mio. Zuschauern gesehen. Die Folge wurde in Stuttgart und Ulm gedreht.
Die Kunstgalerie, in der sich der Verlag der Ehegatten Germeroth/Cossmann-Germeroth befindet und Hannelores Bilder illustriert werden, liegt im Stuttgarter Stadtteil Gänsheide in der Gellertstraße 6. Sie heißt „Galerie Valentien“ und bietet regelmäßig Kunstausstellungen an. Die Innenaufnahmen sowie die Aufnahmen auf der Terrasse wurden ebenfalls in bzw. vor dieser Galerie gedreht. Das Hotel in Bad Urach, in dem die Veranstaltung durch die Kirche der wissenden Gedanken stattfindet, befindet sich in der Straße „Bei den Thermen 12“ in Bad Urach. Bei dem Gebäude handelt es sich um die Reha-Klinik Schwäbische Alb. Im Hintergrund sieht man bei Hannelores Ankunft in Bad Urach die Burg Hohenurach. Die Szenen am Schluss spielen vor dem Linden-Museum in Stuttgart.
Eberhard Feik, der in früheren Folgen den Kommissar Thanner gespielt hatte, war hier in seiner letzten Rolle zu sehen. Er war bereits 1994 verstorben.

## Kritik
Die Kritiker der Fernsehzeitschrift TV Spielfilm beurteilen diesen Tatort nur mittelmäßig und kommentieren: „Sorry, Steck! Dies ist Feiks Auftritt!“.